# Стриженко, Яков Алексеевич
Яков Алексеевич Стриженко (28 февраля 1914, с. Орехово, Воронежская губерния — 10 января 1943, Городищенский район, Сталинградская область) — гвардии старший лейтенант Рабоче-крестьянской Красной Армии, участник Великой Отечественной войны, Герой Советского Союза (1943).

## Биография
Яков Стриженко родился 28 февраля 1914 года в селе Орехово (ныне — Валуйский район Белгородской области). После окончания двух курсов рабфака работал учётчиком.
В 1936—1938 годах проходил службу в Рабоче-крестьянской Красной Армии.
В 1939 году Стриженко повторно был призван в армию. Участвовал в боях советско-финской войны. В 1940 году Стриженко окончил курсы младших лейтенантов. С начала Великой Отечественной войны — на её фронтах.
К январю 1943 года гвардии старший лейтенант Яков Стриженко командовал взводом 14-го гвардейского отдельного танкового полка прорыва 21-й армии Донского фронта. Отличился во время Сталинградской битвы. 10 января 1943 года взвод Стриженко атаковал противника, подбив два немецких танка, при этом и его танк получил повреждения, однако экипаж продолжил сражаться. Во время штурма высоты 126,1 у хутора Бабуркин Стриженко уничтожил противотанковое орудие. Пытаясь прорваться к хутору Западновка, Стриженко погиб. Похоронен в братской могиле в хуторе Вертячий, Городищенского района Волгоградской области. 
Указом Президиума Верховного Совета СССР от 21 апреля 1943 года за «образцовое выполнение боевых заданий командования на фронте борьбы с немецкими захватчиками и проявленные при этом отвагу и геройство» гвардии старший лейтенант Яков Стриженко посмертно был удостоен высокого звания Героя Советского Союза. Также посмертно был награждён орденом Ленина.

## Память

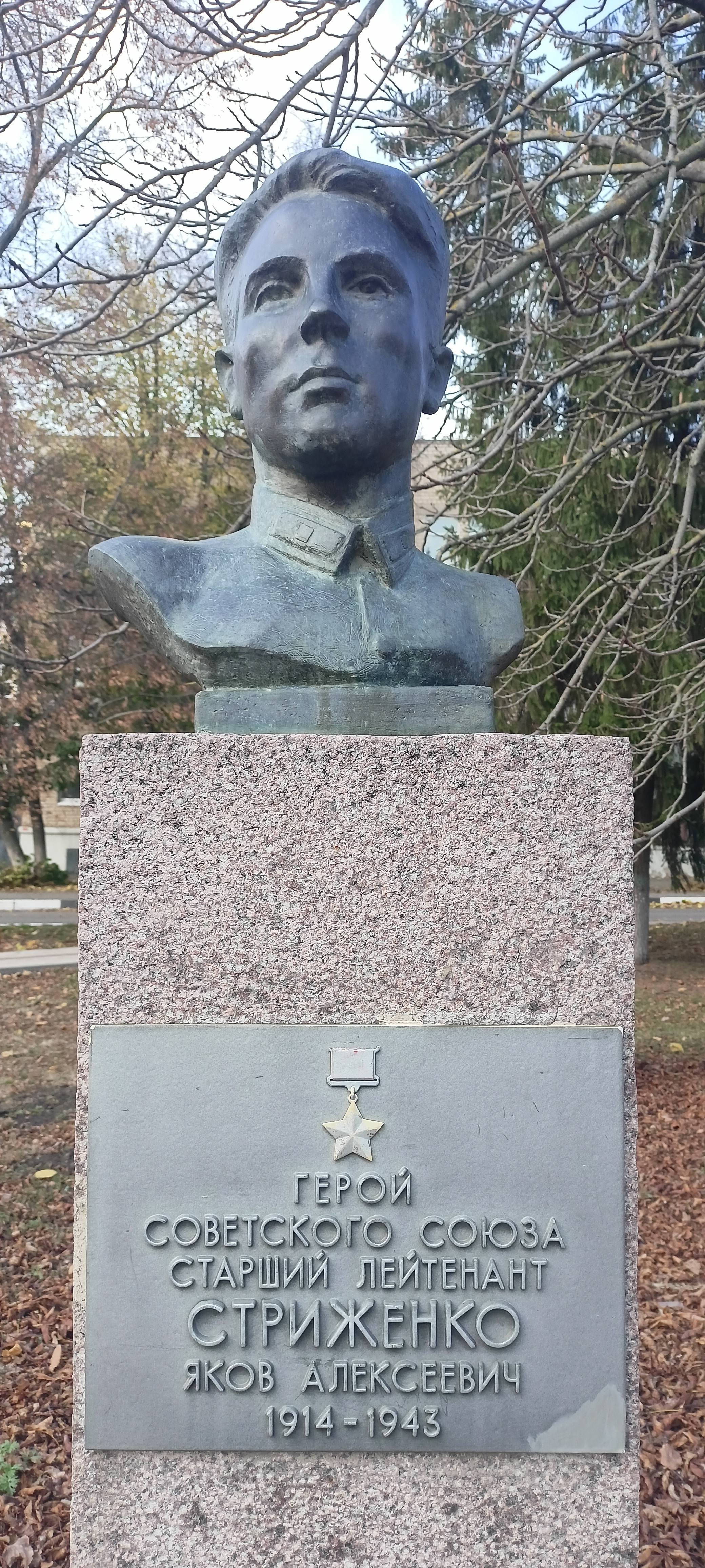

В честь Стриженко названа школа в селе Яблоново Валуйского района и установлен бюст в Валуйках.